# 高千村
高千村（たかちむら）は、かつて新潟県佐渡郡にあった村。

## 地理
- 島嶼:佐渡島

## 沿革
- 1889年（明治22年）4月1日 - 町村制施行に伴い加茂郡高千村、北田野浦村、小野見村、石名村、北河内村、北立島村、入川村が合併して村制施行し、高千村が発足。
- 1896年（明治29年）4月1日 - 郡の統合により佐渡郡に所属[1]。
- 1901年（明治34年）11月1日 - 佐渡郡北海村（一部）と合併して、高千村を新設。
- 1956年（昭和31年）9月30日 - 佐渡郡相川町、外海府村と合併し、相川町を新設して消滅。